# Gaston Cornil
Gaston Cornil, né le 15 mai 1883 à Saint-Mandé et mort le 3 octobre 1960 à Paris, est un artiste peintre français.

## Biographie
Gaston Cornil est le fils de Télémaque Jules Cornil, artiste peintre, et d'Ernestine Clémentine Roget.
Il grandit parmi les décors que réalise son père pour le théâtre.
Élève d'Émile Charles Dameron et Edmond Marie Petitjean, il expose au Salon à partir de 1908.
Peintre de paysage, tant à Paris qu'à Barbizon, il devient membre de la société des artistes français.
Il épouse en 1922 Marie Muller, en présence du peintre Emmanuel Samson.
Il obtient notamment le prix Raigecourt-Goyon en 1930 et une médaille d'or l'année suivante.
Il est également critique de La Rampe (magazine) et Paris-Théâtre.
Il meurt à son domicile de l'avenue Théophile-Gautier le 3 octobre 1960 à l'âge de 77 ans
.